# Pimpladevi
Pimpladevi fou un estat tributari protegit del districte de Khandesh, a la presidència de Bombai, en el grup anomenat Estats Dangs. Tenia una població de 100 habitants, amb uns ingressos estimats d'11 lliures. El sobirà vers el 1880 era Kajlia Dudkiya, un bhil d'uns 65 anys amb residència a Pimpladevi. La successió seguia el principi de primogenitura